# ستيفاني سافاج
ستيفاني سافاج هي منتجة تلفزيونية وكاتبة سيناريو كندية، ولدت في 1969 في كندا.

## وصلات خارجية
- ستيفاني سافاج على موقع IMDb (الإنجليزية)
- ستيفاني سافاج على موقع ألو سيني (الفرنسية)
- ستيفاني سافاج على موقع أول موفي (الإنجليزية)
- ستيفاني سافاج على موقع قاعدة بيانات الفيلم (الإنجليزية)
- ستيفاني سافاج على موقع كينوبويسك (الروسية)